# Lista ssaków Białorusi

Białoruś

Oto lista gatunków ssaków zarejestrowanych na Białorusi. Na Litwie występuje 45 gatunków ssaków, z których 2 są zagrożone, 4 są narażone, 3 zaś bliskie zagrożenia. Jeden gatunek uznany został za lokalnie wymarły. Poniższe skróty zostały użyte do oznaczenia statusu ochrony każdego gatunku wg IUCN.
| Skrót | Rozwinięcie          | Typ zagrożenia                                    |
| ----- | -------------------- | ------------------------------------------------- |
| EX    | wymarły              | gatunki wymarłe                                   |
| EW    | wymarły na wolności  | wymarłe w stanie dzikim                           |
| CR    | krytycznie zagrożone | najbardziej zagrożone gatunki                     |
| EN    | zagrożone            | wysokie ryzyko wymarcia w niedalekiej przyszłości |
| VU    | narażone             | mogą wymrzeć stosunkowo niedługo                  |
| NT    | bliskie zagrożenia   | gatunki bliskie zaliczenia do kategorii narażone  |
| LC    | najmniejszej troski  | gatunki pospolite, szeroko rozprzestrzenione      |
| DD    | brak danych          | trudne do określenia                              |

W opisie niektórych gatunków użyte zostały starsze kryteria.
| Skrót | Rozwinięcie                         | Typ zagrożenia |
| ----- | ----------------------------------- | --- |
| LR/cd | Niższe ryzyko / ochrona             | Gatunki, na których koncentrowały się programy ochrony i mogły zostać przeniesione do kategorii podwyższonego ryzyka, w sytuacji gdy program ten został przerwany. |
| LR/nt | Niższe ryzyko / bliskie zagrożenia  | Gatunki bliskie uznania za narażone, nie objęte żadnym programem.                                                                                                  |
| LR/lc | Niższe ryzyko / najmniejszej troski | Gatunki z nieokreślonym ryzykiem. |

## Podgromada:żyworodne

### Podklasa:ssaki wyższe

#### Rząd:Rodentia(gryzonie)

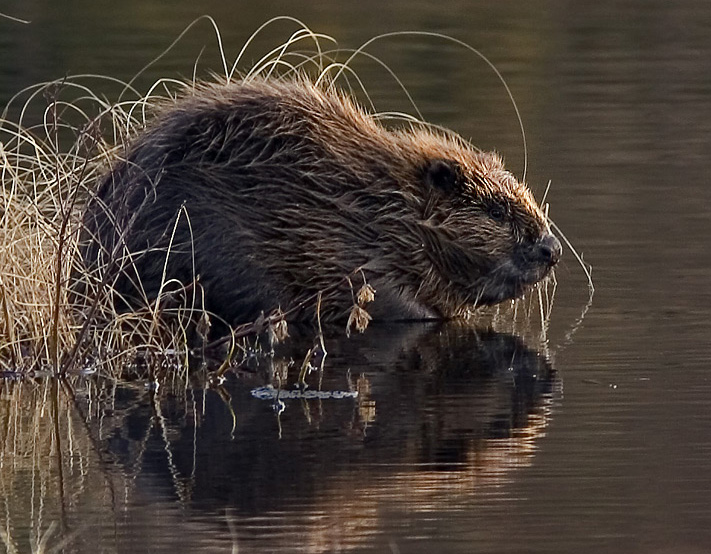
Bóbr europejski

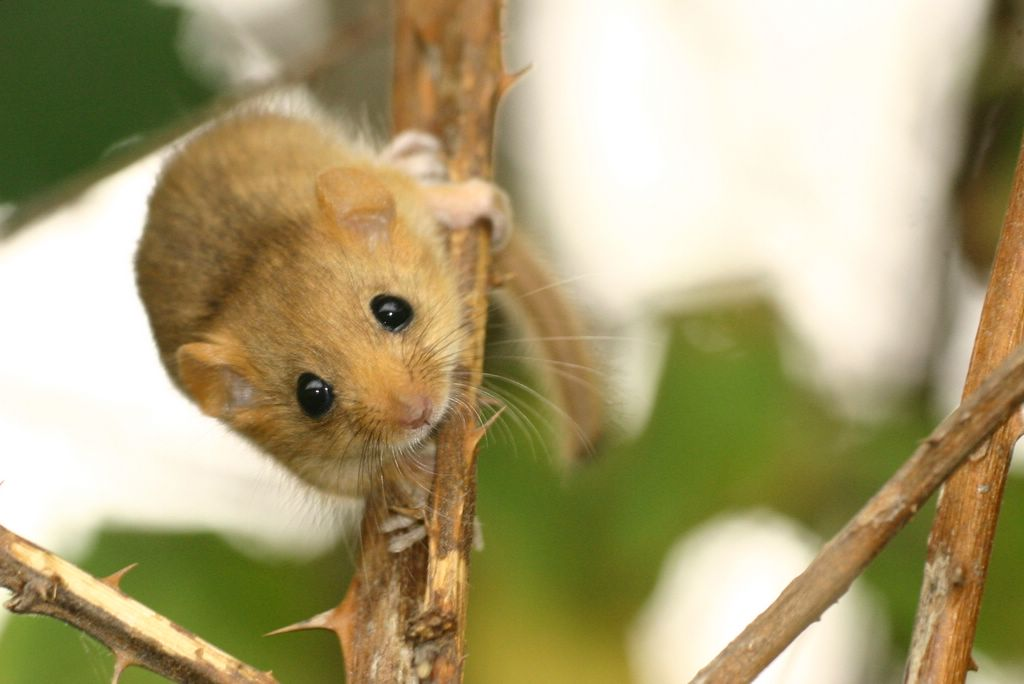
Orzesznica leszczynowa

Gryzonie stanowią największą grupę ssaków, ponad 40% ich gatunków. Mają dwa siekacze w górnej i dolnej szczęce, które stale rosną i muszą być skracanie przez przeżuwanie. Większość gryzoni jest mała, chociaż kapibara może osiągnąć wagę do 45 kg.
- Podrząd: Castorimorpha
  - Rodzina: Castoridae (bobrowate)
    - Rodzaj: Castor
      - Bóbr europejski Castor fiber LC[1]

- Podrząd: Sciuromorpha
  - Rodzina: Sciuridae (wiewiórkowate)
    - Podrodzina: Sciurinae (wiewiórki)
      - Rodzaj: Pteromys (polatucha)
        - Polatucha syberyjska Pteromys volans LR/nt

    - Podrodzina: Xerinae (afrowiórki)
      - Rodzaj: Marmota (świstak)
        - Świstak stepowy Marmota bobak LR/cd

  - Rodzina: Gliridae (popielicowate)
    - Podrodzina: Leithiinae (koszatki)
      - Rodzaj: Dryomys (koszatka)
        - Koszatka leśna Dryomys nitedula LR/nt

      - Rodzaj: Muscardinus (orzesznica)
        - Orzesznica leszczynowa Muscardinus avellanarius LR/nt

    - Podrodzina: Glirinae (popielice)
      - Rodzaj: Glis (popielica)
        - Popielica szara Glis glis LR/nt

  - Rodzina: Cricetidae (chomikowate)
    - Podrodzina: Arvicolinae (karczowniki)
      - Rodzaj: Arvicola (karczownik)
        - Karczownik ziemnowodny (szczur wodny) Arvicola terrestris LR/lc

      - Rodzaj: Myodes (nornica)
        - Nornica ruda Myodes glareolus LR/lc

      - Rodzaj: Microtus (nornik)
        - Nornik bury Microtus agrestis LR/lc
        - Nornik zwyczajny Microtus arvalis LR/lc
        - Nornik północny Microtus oeconomus LC

  - Rodzina: Muridae (myszowate)
    - Podrodzina: Murinae (myszy właściwe)
      - Rodzaj: Apodemus (myszarka)
        - Myszarka polna (mysz polna) Apodemus agrarius LR/lc
        - Myszarka leśna (mysz leśna) Apodemus flavicollis LR/lc
        - Myszarka zaroślowa (mysz zaroślowa) Apodemus sylvaticus LC
        - Myszarka zielna (mysz zaroślowa) Apodemus uralensis LR/lc

      - Rodzaj: Micromys (badylarka)
        - Badylarka pospolita Micromys minutus LR/nt

#### Rząd:Lagomorpha(zajęczaki)

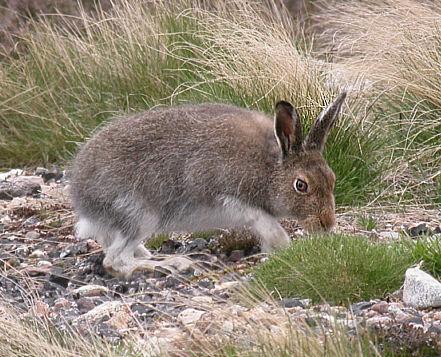
Zając bielak

Do rzędu należą dwie rodziny: Leporidae (zające i króliki) i Ochotonidae (szczekuszki). Chociaż mogą przypominać gryzonie, różnią się od nich wieloma cechami fizycznymi, takimi jak posiadanie czterech siekaczy w szczęce górnej, a nie dwóch.
- Rodzina: Leporidae (zającowate)
  - Rodzaj: Lepus
    - Zając szarak Lepus europaeus LR/lc
    - Zając bielak Lepus timidus LR/lc

#### Rząd:Erinaceomorpha(jeże)
Rząd jeżokształtnych zawiera jedną rodzinę, Erinaceidae, która obejmuje jeże i Galericinae. Jeże łatwo rozpoznać po ich kolcach.
- Rodzina: Erinaceidae (jeżowate)
  - Podrodzina: Erinaceinae (jeże)
    - Rodzaj: Erinaceus
      - Jeż wschodnioeuropejski Erinaceus concolor LR/lc

#### Rząd:Soricomorpha(ryjówki, krety i myszoryjki)
Ryjówkokształtne są owadożernymi ssakami. Sorki i almikowate przypominają myszy, zaś kretowate są masywnymi kopaczami.
- Rodzina: Soricidae (ryjówkowate, sorki)
  - Podrodzina: Crocidurinae (zębiełki)
    - Rodzaj: Crocidura (zębiełek)
      -         - Zębiełek karliczek Crocidura suaveolens LR/lc

  - Podrodzina: Soricinae (ryjówki)
    - Rodzaj: Neomys (rzęsorek)
      -         - Rzęsorek rzeczek Neomys fodiens LR/lc

- Podrodzina: Crocidurinae (ryjówki)
  - Plemię: Soricini
    - Rodzaj: Sorex (ryjówka)
      - Ryjówka średnia Sorex caecutiens LR/lc
      - Ryjówka malutka Sorex minutus LR/lc

- Rodzina: Talpidae (krety)
  - Podrodzina: Talpinae (krety)
    - Plemię: Desmanini (desmany)
      - Rodzaj: Desmana (desman)
        - Desman ukraiński Desmana moschata VU

#### Rząd:Chiroptera(nietoperze)
Najbardziej charakterystyczną cechą nietoperzy jest to, że ich przednie kończyny rozwinęły się w skrzydła, co czyni je jedynymi ssakami zdolnymi do latania. Gatunki nietoperzy stanowią około 20% wszystkich ssaków.
- Rodzina: Vespertilionidae (mroczkowate)
  - Podrodzina: Myotinae (nocki)
    - Rodzaj: Myotis (nocek)
      - Nocek Bechsteina Myotis bechsteini VU
      - Nocek łydkowłosy Myotis dasycneme VU
      - Nocek duży Myotis myotis LR/nt
      - Nocek Natterera Myotis nattereri LR/lc

- - Podrodzina: Vespertilioninae (mroczki)
    - Rodzaj: Barbastella (mopek)
      - Mopek zachodni Barbastella barbastellus VU

    - Rodzaj: Nyctalus (borowiec)
      - Borowiec olbrzymi Nyctalus lasiopterus LR/nt
      - Borowiec leśny Nyctalus leisleri LR/nt

#### Rząd:Carnivora(drapieżne)
Istnieje ponad 260 gatunków drapieżnych, z których większość żywi się głównie mięsem. Posiadają charakterystyczny kształt czaszki i uzębienie.
- Podrząd: Feliformia (kotokształtne)

- - Rodzina: Felidae (kotowate)
    - Podrodzina: Felinae (koty)
      - Rodzaj: Felis (kot)
        - Żbik europejski Felis silvestris LC

      - Rodzaj: Lynx (ryś)
        - Ryś euroazjatycki Lynx lynx LC[2]

- Podrząd: Caniformia (psokształtne)

- - Rodzina: Canidae (psowate)
    - Rodzaj: Vulpes (lis)
      - Lis rudy Vulpes vulpes LC

    - Rodzaj: Canis (wilk)
      - Wilk szary Canis lupus LC[3]

  - Rodzina: Ursidae (niedźwiedziowate)
    - Rodzaj: Ursus (niedźwiedź)
      - Niedźwiedź brunatny Ursus arctos LC[4]

  - Rodzina: Mustelidae (łasicowate)
    - Rodzaj: Mustela (łasica)
      - Norka europejska Mustela lutreola CR[5]
      - Gronostaj europejski Mustela erminea LC
      - Tchórz stepowy Mustela eversmannii LC
      - Łasica pospolita Mustela nivalis LC[6]
      - Tchórz zwyczajny Mustela putorius LC

    - Rodzaj: Martes (kuna)
      - Kuna domowa Mustela foina LC

    - Rodzaj: Meles (borsuk)
      - Borsuk europejski Meles meles LC[7]

    - Rodzaj: Lutra (wydra)
      - Wydra europejska Lutra lutra NT[8]

#### Rząd:Perissodactyla(nieparzystokopytne)
Ssaki nieparzystokopytne są dużymi zwierzętami. Odznaczają się prostym żołądkiem i długim jelitem ślepym z florą umożliwiającą trawienie błonnika.
- - Rodzina: Equidae (konie itp.)
    - Rodzaj: Equus
      - Tarpan dziki Equus ferus EW

#### Rząd:Artiodactyla(parzystokopytne)

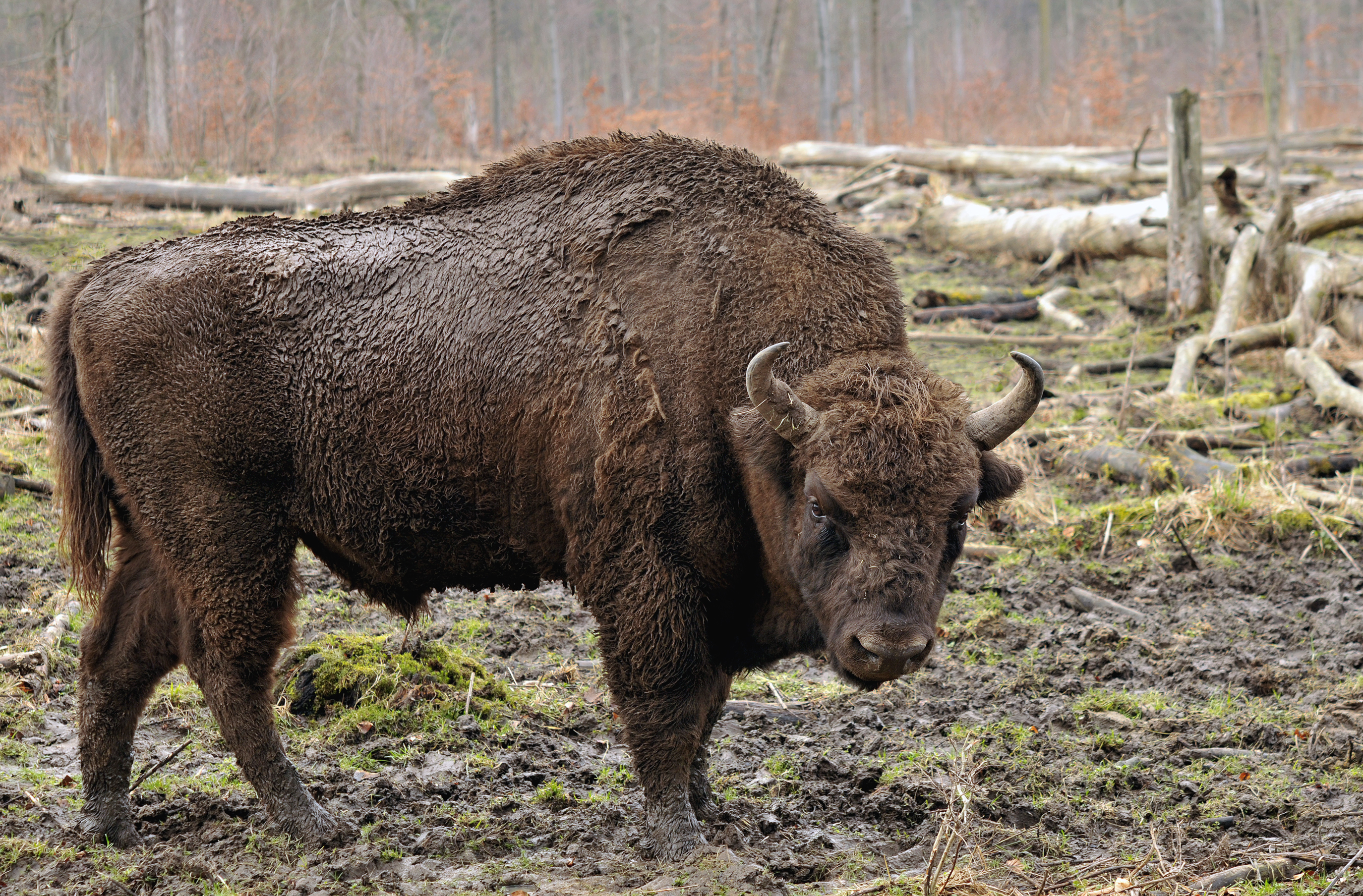
Żubr europejski

Cechą parzystokopytnych jest obecność dwóch wyraźnie większych palców (trzeci i czwarty) zakończonych racicami. Są zwierzętami głównie roślinożernymi, rzadziej wszystkożernymi.
- - Rodzina: Suidae (świniowate)
    - Podrodzina: Suinae (świnie)
      - Rodzaj: Sus (świnia)
        - Dzik euroazjatycki Sus scrofa LC

  - Rodzina: Cervidae (jeleniowate)
    - Podrodzina: Cervinae (jelenie)
      - Rodzaj: Cervus (jeleń)
        - Jeleń szlachetny Cervus elaphus LC

    - Podrodzina: Capreolinae (sarny)
      - Rodzaj: Alces (łoś)
        - Łoś euroazjatycki Alces alces LC

      - Rodzaj: Capreolus (sarna)
        - Sarna europejska Capreolus capreolus LC

  - Rodzina: Bovidae (wołowate)
    - Podrodzina: Bovinae (bawoły)
      - Rodzaj: Bison (bizon)
        - Żubr europejski Bison bonasus EN